# Nishinomiya
Nishinomiya (西宮 Nishinomiya-shi?) es una ciudad japonesa situada en la prefectura de Hyōgo.

## Cultura popular
Es la ciudad en donde se sitúan los hechos de la novela Suzumiya Haruhi no Yūutsu, escrita por Nagaru Tanigawa